# Sphagnum
Sphagnum es un género de musgos comúnmente llamados musgos de turbera. 
Los miembros de este género pueden retener grandes cantidades de agua dentro de sus células.
Incluye entre 150 y 350 especies algunas de las cuales pueden retener más de 20 veces su peso seco en agua.

## Descripción
Sphagnum consta de un pseudotallo principal con fascículos de ramas, por lo general de dos a tres ramas extendidas, y de dos a cuatro ramas colgantes. La parte de arriba de la planta, o capítulo contiene fascículos de ramas jóvenes densamente agrupadas.

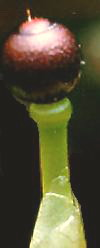
Esporófito (cápsula negra) sostenido por un pseudopodio.

El Sphagnum se puede distinguir de otras especies de musgos: (1) por las ramas agrupadas en fascículos a lo largo de los tallos; (2) por las células de las hojas de dos tipos, unas verdes, con clorofila ("clorocistos"), alternando con otras grandes, transparentes y porosas ("hialocistos"); y (3) por los esporófitos esféricos, sin peristoma, sostenidos por un pseudopodio (estructura de tejido gametofítico).
La planta, la disposición, forma y anatomía de las ramas, el tallo y las hojas (de las ramas y de los tallos), la forma, disposición y número de los poros de los hialocistos, son todas ellas características usadas para identificar las diferentes especies de Sphagnum'.

## Distribución y hábitat
El musgo Sphagnum se distribuye ampliamente en el hemisferio norte, sobre todo en áreas de tundra húmedas, donde puede cubrir grandes extensiones de territorio. Las poblaciones más septentrionales del musgo de turbera están en el archipiélago de Svalbard. Existen también grandes superficies de Sphagnum en el hemisferio sur, principalmente en Nueva Zelanda, Tasmania, y el sur de Chile y Argentina, pero éstas contienen relativamente pocas especies. Existen muchas especies de Sphagnum que habitan en las alturas de los Andes tropicales, así como también existen varias especies de la cuenca del Amazonas y de las costas del mar Caribe.

## Usos
El esfagno seco también se usa en las regiones del norte Ártico como un material aislante.
También como sustrato en los viveros

## Especies

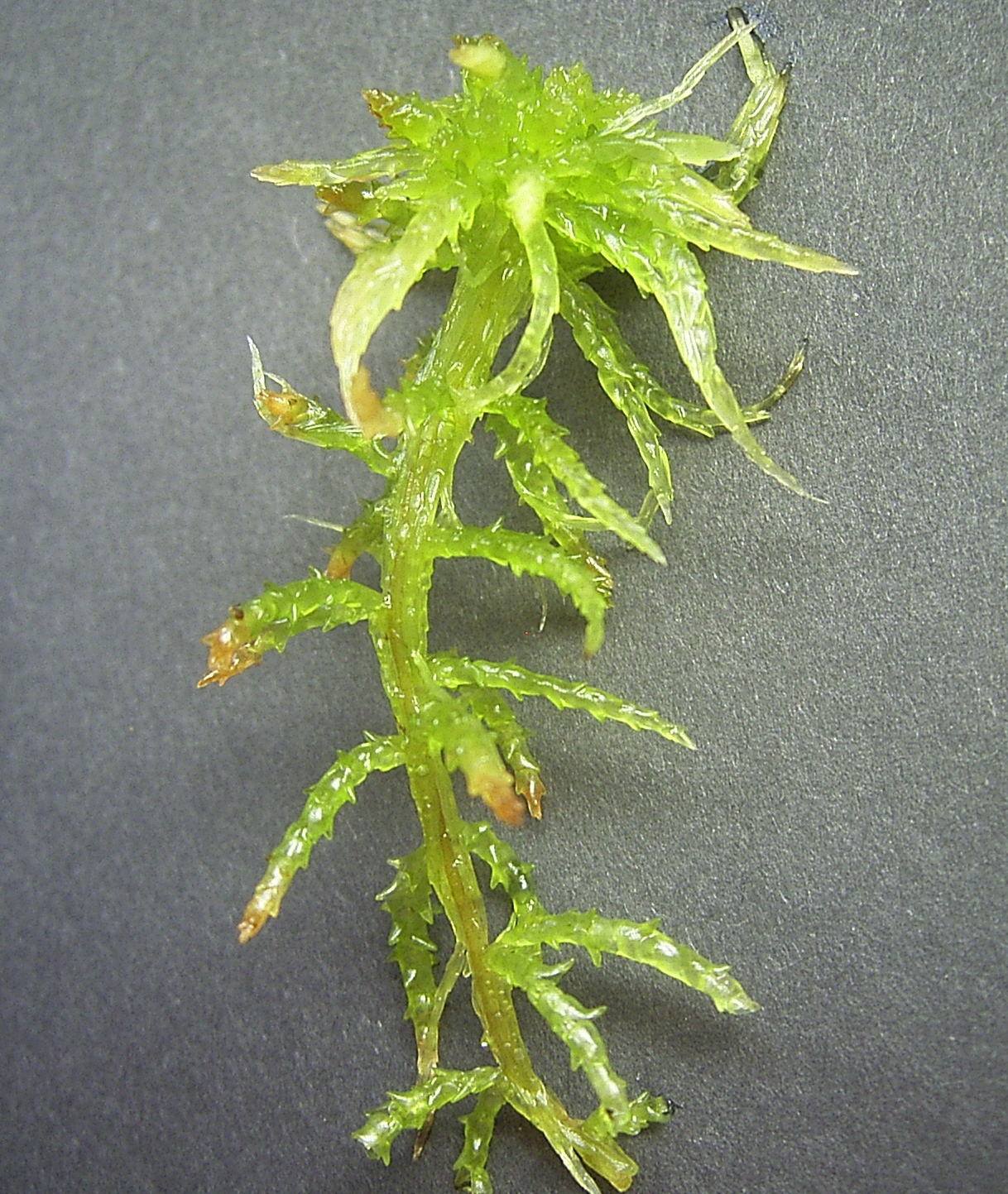
Gametófito de un musgo Sphagnum

Algunas de las especies de Sphagnum:
Sphagnum affine

Sphagnum apiculatum

Sphagnum auriculatum

Sphagnum balticum

Sphagnum capillifolium

Sphagnum compactum

Sphagnum cuspidatum

Sphagnum cymbifolium

Sphagnum fallax

Sphagnum fuscum

Sphagnum girgensohnii

Sphagnum magellanicum

Sphagnum majus

Sphagnum molle

Sphagnum novo-caledoniae

Sphagnum palustre

Sphagnum papillosum

Sphagnum platyphyllum

Sphagnum riparium

Sphagnum rubellum

Sphagnum russowii

Sphagnum squarrosum

Sphagnum subnitens

Sphagnum subsecundum

Sphagnum warnstorfii

Sphagnum carnivorous

y muchas más